# Semjonovskaja
Semjonovskaja (ryska: Семёновская), fram till 1961 med namnet Stalinskaja, är en tunnelbanestation på Arbatsko–Pokrovskaja-linjen i Moskvas tunnelbana. 
Liksom sin grannstation Partizanskaja har Semjonovskaja krigstema, med dekorationer längs väggarna med svärd, prickskyttegevär och maskingevär. En mycket större minnesplakett vid plattformens slut föreställer segerorden och texten "Vår Röda armé - ära!".